# Georg Beichle
Georg Beichle (* 16. September 1948) ist ein ehemaliger deutscher Fußballspieler. Der Offensivspieler hat von 1970 bis 1973 in der Fußball-Bundesliga in 28 Ligaspielen drei Tore und von 1974 bis 1979 in der 2. Fußball-Bundesliga in 184 Ligaspielen 64 Tore erzielt.

## Laufbahn

### Amateurliga Nordbaden (1970)
Fußballspielen lernte Georg Beichle beim TSV Wiernsheim und wechselte als 18-Jähriger zu Phönix Mühlacker, wo er in diesem Alter bereits in der Ersten Mannschaft im Sturm spielte. 1967 wechselte er zum VfR Pforzheim, welcher in der 1. Amateurliga Nordbaden spielte. In seiner ersten Saison bei den „Rasslern“ aus dem Osten der Goldstadt wurde er mit 20 Treffern auf Anhieb Torschützenkönig in Nordbaden, obwohl der VfR unter Trainer Kurt Sommerlatt lediglich den 8. Rang belegte. In seiner zweiten VfR-Runde, 1968/69, kam mit Edgar Schneider ein überdurchschnittliches Offensivtalent hinzu, trotzdem reichte es nur zum 6. Tabellenplatz. Seine beste Runde am Holzhof erlebte Beichle 1969/70, als er mit 23 Treffern in 29 Ligaeinsätzen die Torschützenkrone in Nordbaden erringen konnte und mit dem VfR auf dem 5. Rang landete und regelmäßig in der Nordbaden-Auswahl im Wettbewerb um den Länderpokal zum Einsatz kam und darüber hinaus im April und Mai 1970 zu zwei Spielen in die deutsche Amateur-Nationalmannschaft berufen wurde. Mit der BFV-Auswahl zog er mit Mitspielern wie Torhüter Wilfried Tepe, Walter Kitter, Herbert Layh und Peter Spankowski bis in das Finale ein, welches aber aus Terminschwierigkeiten erst am 6. Oktober 1970, also in der Saison 1970/71, ausgetragen wurde. Da war er aber bereits Lizenzspieler bei Kickers Offenbach. Beichle wird bei Ebner in der 1. Amateurliga Nordbaden von 1967 bis 1970 mit 87 Spielen und 53 Toren aufgelistet.
Sein Debüt bei den DFB-Amateuren hatte er am 7. April 1970 in Wien beim 2:0-Erfolg gegen Österreich. Der als Mittelstürmer eingesetzte 21-Jährige trug sich beim Einstand sogleich in die Torschützenliste der „Olympiaauswahl“ 1972 ein. Am 21. Mai 1970 kam er zu seinem zweiten Einsatz in der DFB-Mannschaft beim Länderspiel in Helsinki gegen Finnland. Zur Runde 1970/71 nahm er das Angebot des Bundesligaaufsteigers und DFB-Pokalsiegers 1970, Kickers Offenbach, an und versuchte den Sprung in die Fußball-Bundesliga.

### Fußball-Bundesliga (1970–1972)
Bei Offenbach konnte sich der Stürmer gegen die Konkurrenz durch Horst Gecks, Erwin Kremers und Klaus Winkler nicht behaupten; er kam lediglich zu zwei Einsätzen. Am achten und 15. Spieltag wurde er in den Heimspielen gegen den VfB Stuttgart und den FC Schalke 04 eingewechselt. Sicherlich nicht förderlich für die Anpassung an die Anforderung der Bundesliga war für Beichle der dreimalige Wechsel auf der Trainerbank in Offenbach. Bis zum 26. September 1970 war Aki Schmidt Cheftrainer auf dem Bieberer Berg, ab dem 28. September wurde er von Rudi Gutendorf abgelöst und ab dem 24. Februar 1971 versuchte sich Kuno Klötzer daran, die Kickers in der Klasse zu halten. In der Amateurnationalelf bestritt er in der Serie 1970/71 sechs Spiele und schoss zwei Tore. Im Dezember 1970/Januar 1971 nahm Beichle mit der Mannschaft von DFB-Trainer Jupp Derwall an einer dreiwöchigen Afrika-Fahrt teil und bestritt die Spiele gegen Togo, Elfenbeinküste und Liberia.
Da die Mannschaft vom Bieberer Berg punktgleich mit Rot-Weiß Oberhausen – beide Vereine kamen auf 27:41 Punkte – aus der Bundesliga abstieg („Bundesliga-Skandal“), nahm der Mann aus Pforzheim das Angebot von Hannover 96 zur Runde 1971/72 an und wechselte wegen der besseren Olympiachancen als Bundesligaspieler nach Niedersachsen. Beide persönliche Ziele konnte Beichle aber in der Runde 1971/72 nicht verwirklichen: Er kam zwar noch zu drei Einsätzen in der „Olympiaauswahl“, aber mit der Berufung für das Länderspiel am 9. Februar in Aachen gegen Luxemburg endeten seine Berücksichtigungen in der Amateurnationalmannschaft und er gehörte nicht der Turniermannschaft in München 1972 an. Zweitens schaffte er bei Hannover 96 nicht den Durchbruch zum Bundesligastammspieler. Am elften Spieltag der Runde 1972/73, am 4. November 1972, bestritt er gegen Kickers Offenbach sein letztes Spiel in der Fußball-Bundesliga. Nach insgesamt 26 Einsätzen mit drei Treffern zog es ihn in der Winterwechselperiode 1972 zur SpVgg 07 Ludwigsburg in die Regionalliga Süd. Im letzten Jahr der zweitklassigen Regionalliga, 1973/74, kam er beim SSV Jahn Regensburg auf 24 Spiele mit einem Tor.

### 2. Bundesliga (1974–1979)
Beichle bekam zum Start der 2. Bundesliga vom FK Pirmasens zur Runde 1974/75 ein Vertragsangebot und wechselte in die Pfalz. Unter der Führung von Trainer Bernd Hoss ging es im Stadion an der Zweibrücker Straße für den FKP wie auch für Beichle wieder aufwärts: Pirmasens holte sich die Vizemeisterschaft und Georg Beichle war dabei wertvoller Stammspieler mit 38 Einsätzen und zehn Toren. Bei den Entscheidungsspielen um den dritten Bundesligaaufsteiger setzte sich zwar Bayer Uerdingen als Vizemeister der Nordgruppe durch, trotzdem war die Runde 1974/75 ein Erfolg für Verein, Trainer und Spieler. Auch in der zweiten Saison konnte sich die Bilanz von Beichle mit 37 Einsätzen mit 12 Toren sehen lassen. Pirmasens rutschte aber auf den 14. Rang ab und der Ex-Pforzheimer wechselte zur Runde 1976/77 zum FC Augsburg.
Im Rosenaustadion traf er auf seinen ehemaligen Mannschaftskameraden vom VfR Pforzheim, Edgar Schneider, und ab Oktober 1976 lernte er nicht nur die Trainerkünste von Max Merkel kennen, sondern auch die von Gerd Menne, Hans Cieslarczyk, Werner Olk, Werner Sterzik und Heiner Schuhmann. Drei Runden absolvierte Beichle in der Fuggerstadt mit jeweils über 30 Ligaspielen und mit dem persönlichen Torerekord von 21 Treffern in der Spielzeit 1977/78. Nach dem Abstieg mit dem FC Augsburg im Jahre 1979 endete nach insgesamt 184 Spielen und 63 Toren in der 2. Bundesliga die höherklassige Laufbahn von Georg Beichle. Beim VfR Pforzheim ließ er danach seine Karriere als aktiver Fußballer ausklingen und wurde in Hohenwart heimisch.